# 索科爾鄉
44°51′N 21°23′E / 44.850°N 21.383°E
索科爾鄉（羅馬尼亞語：Comuna Socol, Caraș-Severin），是羅馬尼亞的鄉份，位於該國西南部，由卡拉什-塞維林縣負責管轄，面積75平方公里，海拔高度131米，2007年人口2,043，人口密度每平方公里27人。